# Dick's Picks Volume 36
Dick's Picks Volume 36 es el trigésimo sexto y último álbum en vivo de Dick's Picks, serie  de lanzamientos en vivo de la banda estadounidense Grateful Dead. Fue grabado el 21 de septiembre de 1972 en el The Spectrum, en Filadelfia, Pensilvania. También incluye varias canciones grabadas el 3 de septiembre de 1972 en el Folsom Field, en Boulder, Colorado.

## Caveat emptor
Cada volumen de Dick's Picks tiene su propia etiqueta “caveat emptor”, que informa al oyente sobre la calidad del sonido de la grabación. La etiqueta del volumen 36 dice:
“Dick's Picks Volume 36 se masterizó a partir de las cintas de diario sónicas analógicas originales de ¼ grabadas a 7½ ips y no se produjeron con intenciones comerciales. Sin embargo, debido a la habilidad magistral del grabador, estas cintas suenan notablemente ricas y fieles al sonido en vivo. Con más de treinta años, las cintas muestran algunos signos menores de los estragos del tiempo, como todos nosotros, pero ten la seguridad de que se ha hecho todo lo posible para que suenen lo mejor posible.

## Recepción de la crítica
En Jambands, Randy Ray comentó: “Muchos Dick's Picks parecen compras obligatorias porque, después de todo, son grabaciones vírgenes de Grateful Dead. Sin embargo, esta vez, realmente recibimos una joya de los chicos, ya que este programa define cuidadosamente el modelo de Dick Latvala para un lanzamiento clásico: primitivo, trascendente, exploratorio, abrasador, EXTRAÑO, bizarro, excéntrico y digno de someterse a Heady Masses 32 años después del hecho”.
En una reseña para AllMusic, Lindsay Planer declaró: “Las partes interesadas en experimentar Grateful Dead en uno de sus picos innegables, tanto en términos de repertorio como de destreza, no se sentirán decepcionados y es posible que vuelvan a visitar Dick's Picks, Vol. 36”.
John Metzger, crítico de The Music Box comentó: “La última entrega de la colección en constante expansión Dick's Picks de grabaciones en vivo de dos pistas captura a Grateful Dead en todo su esplendor en un concierto celebrado en el Spectrum de Filadelfia el 21 de septiembre de 1972. Siempre un favorito dentro de la comunidad de comercio de cintas, el programa había sido destinado para su lanzamiento por el fundador de la serie, Dick Latvala, antes de su fallecimiento”.
En Record Collector, Mark Prendergast escribió: “Con la excepción de un increíble «Bird Song» y un maravilloso «China Cat Sunflower/I Know You Rider», el resto revela un Dead cansado y bajo par, con voces terriblemente desafinadas y García repitiéndose en círculos”.

## Lista de canciones
Todas las canciones escritas y compuestas por Jerry Garcia y Robert Hunter, excepto donde esta anotado. 
| Disco uno |                       |                                     |          |  |
| N.º       | Título                | Escritor(es)                        | Duración |  |
| 1.        | «Promised Land»       | Chuck Berry                         | 3:50     |  |
| 2.        | «Bird Song»           |                                     | 13:41    |  |
| 3.        | «El Paso»             | Marty Robbins                       | 5:06     |  |
| 4.        | «China Cat Sunflower» |                                     | 5:29     |  |
| 5.        | «I Know You Rider»    | tradicional, arr. por Grateful Dead | 6:49     |  |
| 6.        | «Black-Throated Wind» | John Perry Barlow Bob Weir          | 6:47     |  |
| 7.        | «Big Railroad Blues»  | Noah Lewis, arr. por Grateful Dead  | 4:10     |  |
| 8.        | «Jack Straw»          | Hunter Weir                         | 4:52     |  |
| 9.        | «Loser»               |                                     | 7:13     |  |
| 10.       | «Big River»           | Johnny Cash                         | 4:43     |  |

| Disco dos |                       |                         |          |  |
| N.º       | Título                | Escritor(es)            | Duración |  |
| 1.        | «Ramble On Rose»      |                         | 6:35     |  |
| 2.        | «Cumberland Blues»    | Garcia Hunter Phil Lesh | 7:41     |  |
| 3.        | «Playing in the Band» | Mickey Hart Hunter Weir | 16:48    |  |
| 4.        | «He's Gone»           |                         | 14:18    |  |
| 5.        | «Truckin'»            | Garcia Hunter Lesh Weir | 11:51    |  |
| 6.        | «Black Peter»         |                         | 9:39     |  |
| 7.        | «Mexicali Blues»      | Barlow Weir             | 3:26     |  |

| Disco tres |                                         |                                                                    |          |  |
| N.º        | Título                                  | Escritor(es)                                                       | Duración |  |
| 1.         | «Dark Star»                             | Garcia Hart Hunter Bill Kreutzmann Lesh Ron “Pigpen” McKernan Weir | 37:09    |  |
| 2.         | «Morning Dew»                           | Bonnie Dobson Tim Rose                                             | 12:10    |  |
| 3.         | «Beat It On Down the Line»              | Jesse Fuller                                                       | 3:34     |  |
| 4.         | «Mississippi Half-Step Uptown Toodeloo» |                                                                    | 10:03    |  |
| 5.         | «Sugar Magnolia»                        | Hunter Weir                                                        | 8:31     |  |
| 6.         | «Friend of the Devil»                   | John Dawson Garcia Hunter                                          | 3:38     |  |

| Disco cuatro |                                   |                                     |          |  |
| N.º          | Título                            | Escritor(es)                        | Duración |  |
| 1.           | «Not Fade Away»                   | Charles Hardin Holley Norman Petty  | 5:57     |  |
| 2.           | «Goin' Down the Road Feeling Bad» | tradicional, arr. por Grateful Dead | 7:27     |  |
| 3.           | «Not Fade Away»                   | Holley Petty                        | 3:32     |  |
| 4.           | «One More Saturday Night»         | Weir                                | 4:57     |  |
| 5.           | «He's Gone»                       |                                     | 10:31    |  |
| 6.           | «The Other One»                   | Kreutzmann Weir                     | 28:57    |  |
| 7.           | «Wharf Rat»                       |                                     | 10:16    |  |

## Créditos y personal
Créditos adaptados desde el folleto que acompaña al CD.
Grateful Dead
- Jerry Garcia – voz principal y coros, guitarra líder
- Keith Godchaux – teclado
- Donna Jean Godchaux – coros
- Bill Kreutzmann – batería
- Phil Lesh – bajo eléctrico, coros
- Bob Weir – guitarra rítmica, coros

Personal técnico
- Owsley “Bear” Stanley – grabación, notas de álbum
- David Lemieux – archivista
- Jeffrey Norman – masterización
- Eileen Law/Grateful Dead Archives – investigadora de archivo

Diseño
- Brian Blauser, Deb Trist, Jim Thrower, Grateful Dead Archives – fotografía
- Bob Minkin – ilustración, diseño de embalaje